# Chirindia rondoensis
Chirindia rondoensis là một loài bò sát trong họ Amphisbaenidae. Loài này được Loveridge mô tả khoa học đầu tiên năm 1941.